# Grelin
Grelin je peptidni hormon kojeg proizvode stanice P/D1 fundusa želuca čovjeka i epsilon stanica gušterače koji stimulira glad. Grelin se stvara i u arkuatnim jezgrama (lat. nucleus arcuatus) hipotalamusa gdje stimulira lučenje hormona rasta iz prednjeg režnja hipofize. Receptori za grelin nalaze se na neuronima arkuatne jezgre i lateralnog hipotalamusa. Grelin i obestatin kodira isti gen čiji se produkt raspada na dva manja peptida. Grelin nalazimo u endokrinološki inaktivnom (čisti peptid) i aktivnom obliku (oktanoiliranom). Na peptidu se utvrđeni i drugi postanični lanci soima oktanoila.